# Simon Hoogewerf
Simon Edward Charles Hoogewerf (ur. 11 maja 1963 w Beaverlodge w prowincji Alberta) – kanadyjski lekkoatleta specjalizujący się w biegach średniodystansowych, dwukrotny uczestnik letnich igrzysk olimpijskich (Los Angeles 1984, Seul 1988).

## Sukcesy sportowe
- pięciokrotny mistrz Kanady w biegu na 800 metrów – 1983, 1985, 1986, 1987, 1988[1]

| Rok  | Miasto   | Zawody                     | Konkurencja   | Wynik         |
| ---- | -------- | -------------------------- | ------------- | ------------- |
| 1986 | Edynburg | Igrzyska Wspólnoty Narodów | bieg na 800 m | 6. miejsce    |
| 1991 | Sewilla  | Halowe mistrzostwa świata  | bieg na 800 m | brązowy medal |

## Rekordy życiowe
| konkurencja         | na stadionie                   | w hali                                |
| ------------------- | ------------------------------ | ------------------------------------- |
| bieg na 800 metrów  | 1:45,4 – Victoria, 23/07/1988  | 1:47,88 – Sewilla, 10/03/1991         |
| bieg na 1000 metrów | 2:19,05 – Nicea, 20/08/1984    | 2:19,04 – East Rutherford, 10/02/1989 |
| bieg na 1500 metrów | 3:40,70 – Montreal, 09/08/1988 |                                       |